# LFO (banda)
Lyte Funkie Ones (LFO) foi um grupo vocal americano de pop e hip hop composta pelos cantores Devin Lima (nascido em Harold Lima; (18 de março de 1977 - 21 de novembro de 2018), Brad Fischetti (11 de setembro de 1975) e Rich Cronin ( 30 de agosto de 1974 – 8 de setembro de 2010). Antes de Lima ingressar no grupo em 1999, o terceiro membro era Brian Gillis (conhecido como "Brizz"; 1975 – 29 de março de 2023), que estava no grupo desde o início em 1995. O grupo se separou após a morte de Cronin de leucemia em 2010, mas se reuniu brevemente (com Fischetti e Lima como dupla) em 2017. Um ano mais tarde Devin Lima faleceu, vítima de câncer de adrenal. O single "Summer Girls" alcançou a posição 3 na Billboard 100 e a banda vendeu mais de quatro milhões de discos em todo o mundo.

## Ex-integrantes
- Rich Cronin (1995–2002, 2009; falecido em 2010)
- Brad Fischetti (1995–2002, 2009, 2017–2018)
- Brian Gillis (1995-1999; falecido em 2023)
- Devin Lima (1999–2002, 2009, 2017–2018, falecido em 2018)

## Discografia

### Álbuns
| Ano  | Álbum                                                              | Desempenho | Desempenho | Certificações (vendas)     |
| Ano  | Álbum                                                              | US         | UK         | Certificações (vendas)     |
| ---- | ------------------------------------------------------------------ | ---------- | ---------- | -------------------------- |
| 1999 | LFO - Lançamento: 24 de agosto de 1999 - Gravadora: Arista         | 21         | 62         | - RIAA: Platina - MC: Ouro |
| 2001 | Life Is Good - Lançamento: 26 de junho de 2001 - Gravadora: Arista | 75         | —          |                            |

### Singles
| Ano  | Single                             | Desempenho | Desempenho | Desempenho | Desempenho | Desempenho | Álbum        |
| Ano  | Single                             | US         | UK         | CAN        | GER        | NZ         | Álbum        |
| ---- | ---------------------------------- | ---------- | ---------- | ---------- | ---------- | ---------- | ------------ |
| 1997 | "(Sex U Up) The Way You Like It"   | —[A]       | —          | —          | —          | —          |              |
| 1997 | "Step by Step"                     | —          | —          | —          | 79         | —          |              |
| 1998 | "Can't Have You" (feat. Kayo)      | 70         | 54         | —          | —          | —          | LFO          |
| 1999 | "Summer Girls"                     | 3          | 16         | 18         | 56         | 14         | LFO          |
| 1999 | "Girl on TV"                       | 10         | 6          | 39         | 80         | —          | LFO          |
| 2000 | "I Don't Wanna Kiss You Goodnight" | 61         | —          | —          | —          | —          | LFO          |
| 2000 | "West Side Story"                  | 84         | —          | —          | —          | —          | LFO          |
| 2001 | "Every Other Time"                 | 44         | 24         | —          | 98         | 18         | Life is Good |
| 2002 | "Life Is Good" (featuring M.O.P.)  | —          | —          | —          | —          | —          | Life is Good |
| 2017 | "Perfect 10"                       | —          | —          | —          | —          | —          |              |

### Vídeoclipes
| Ano  | Título                              | Diretor (es) | Notas                                                                           |
| ---- | ----------------------------------- | ------------ | ------------------------------------------------------------------------------- |
| 1997 | "(Sex U up) The Way You Like It"    |              | Canção de estréia                                                               |
| 1997 | "Step by Step"                      |              | Versão cover da boy band New Kids On The Block                                  |
| 1998 | "Can't Have You" (feat. Kayo )      |              | Versão cover da canção de Yvonne Elliman com participação do cantor sueco Kayo. |
| 1999 | "Summer Girls "                     | Marcus Raboy |                                                                                 |
| 1999 | " Girl on TV "                      | Gregory Dark | Com participação da atriz Jennifer Love Hewitt, então namorada de Rich Cronin.  |
| 2000 | ""I Don't Wanna Kiss You Goodnight" | Gregory Dark |                                                                                 |
| 2000 | "West Side Story"                   |              |                                                                                 |
| 2001 | " Every Other Time "                | Marcus Raboy |                                                                                 |
| 2002 | "Life Is Good"                      |              |                                                                                 |